# 全日本こども囲碁チャンピオン戦
ボンド杯全日本こども囲碁大会（ぜんにほんこどもいごたいかい）は、アマチュアの囲碁の大会である。
小・中学生の囲碁日本一を決める全日本こども囲碁大会として、菊池康郎と関西棋院森野節男九段が企画をして1998年より全国子ども囲碁普及会主催で開始。2006年より毎日新聞社が加わり、特別協賛のコニシのブランド名を冠したボンド杯ジュニア本因坊戦と名称が変わった。2010年からは、ゆうちょ銀行の特別協賛に変わり、ゆうちょ杯ジュニア本因坊戦に、2018年より主催から毎日新聞社が離脱して、再びコニシの特別協賛となり、小学生の部と中学生の部の開催となっている。2024年には、ボンド杯全日本こども囲碁チャンピオン戦からボンド杯全日本こども囲碁大会に名称を変更した。
少年少女囲碁大会、こども棋聖戦、ジュニア本因坊戦と併せて、小中学生の4大全国大会と目される（ただし、こども棋聖戦は小学生のみ）。その中で「園児」の出場が正式に認められているのは、本大会とジュニア本因坊戦である。（こども棋聖戦にも未就学児が出場できるが、都道府県代表として全国大会に出場することはできない）。
- 現名称以降、決勝大会は各県代表者が集まり、例年3月に京都聖護院にて行われる。

## 方式
- ブロック（2024年現在、18地区19会場、北海道、青森、東北、東日本、神奈川、北陸、静岡、中部、関西、関西京都、山陰、岡山、広島、四国、福岡、長崎、熊本、佐賀、沖縄）による地区予選により代表が選出され、代表による全国大会が行われる。
- スイス方式によるリーグ戦。得点の高い順に優勝・入賞者が決められる。

## 歴代優勝者及び良績者
| 回次 | 年   | 小学                         | 中学                                         |
| ---- | ---- | ---------------------------- | -------------------------------------------- |
| 21   | 2018 | 優勝:保田翔太（中部・小6）   | 優勝:森田拳（関西・中3）                     |
| 22   | 2019 | 優勝:川又瑛介（東日本・小5） | 優勝:フィトラファイソルウマル（東日本・中2） |
| 23   | 2020 | 優勝:小羽田洸洋（東北・小6） | 優勝:吉藤真成（関西・中3）                   |
| 24   | 2021 | 優勝:米津玲吾（東日本・小3） | 優勝:竹内怜櫂（東日本・中3）                 |
| 25   | 2022 | 優勝:吉田透真（東京・小5）   | 優勝:小島二十（大分・中3）                   |
| 26   | 2023 | 優勝:刈谷研（東京・小6）     | 優勝:坂下悠太（沖縄・中3）                   |

### 旧開催時代
| 回次 | 年   | 出身・学年                                                   |
| ---- | ---- | ------------------------------------------------------------ |
| 1    | 1998 | 優勝:井山裕太（大阪・小3）                                   |
| 2    | 1999 | 優勝：黒沢範行（兵庫・小6）、準優勝:向井千瑛（東京・小6）    |
| 3    | 2000 | 優勝：田沢和也（北海道・中2）、準優勝:向井千瑛（東京・中1）  |
| 4    | 2001 | 優勝:三根康弘（福岡・中2）                                   |
| 5    | 2002 | 優勝:日野大地（大分・中1）                                   |
| 6    | 2003 | 優勝:玉井伸（東京・中1）、準優勝:日野大地（大分・中2）       |
| 7    | 2004 | 優勝:安達利昌（東京・中1）、準優勝:富士田明彦（北海道・小6） |
| 8    | 2005 | 優勝:金沢真（神奈川・小6）                                   |
| 9    | 2006 | 優勝:山下寛（静岡・中3）                                     |
| 10   | 2007 | 優勝:癸生川聡（栃木・小6）                                   |
| 11   | 2008 | 優勝:玉井一輝（岐阜・中2）                                   |
| 12   | 2009 | 優勝:玉井一輝（岐阜・中3）                                   |
| 13   | 2010 | 優勝:石原康佑（神奈川・中3）                                 |
| 14   | 2011 | 中止（東日本大震災の影響による）                             |
| 15   | 2012 | 優勝:浜崎公輔（兵庫・中3）                                   |
| 16   | 2013 | 優勝:水精次元（兵庫・中2）                                   |
| 17   | 2014 | 優勝:金遼（静岡・中3）                                       |
| 18   | 2015 | 優勝:寺下龍太郎（福岡・中3）                                 |
| 19   | 2016 | 優勝:青木裕孝（東京・中3）                                   |
| 20   | 2017 | 優勝:福岡航太朗（東京・小5）                                 |